# دوغلاس فرازير
دوغلاس فرازير (بالإنجليزية: Douglas Fraser)‏ هو نقابي أمريكي، ولد في 18 ديسمبر 1916 في غلاسكو في المملكة المتحدة، وتوفي في 23 فبراير 2008 في ساوثفيلد في الولايات المتحدة بسبب نفاخ رئوي.